# Escaldabec
L'escaldabec (Russula sanguinaria), també anomenat escaldabec de pineda i marieta, és una espècie de fong de l'ordre dels russulals (Russulales). És una cualbra que es caracteritza per la carn moderadament picant, barret vermell, la cama amb tons vermells; es micorrízica de pins.

## Taxonomia
L'escaldabec va ser descrit per primera vegada l'any 1781 per Pierre Bulliard com Agaricus sanguineus. Elias Magnus Fries l'any 1838 va transferir el tàxon al gènere Russula com a Russula sanguinea.  Stephan Rauschert l'any 1989 la va traslladar al binomi actual pel fet que Russula sanguinea no és vàlid segons les normes del Codi Internacional de Nomenclatura (article 53.1). Aquest article afirma que un nom científic per al qual hi ha un homònim més antic o sancionat és il·legítim. Atès que Franz Xaver von Wulfen va utilitzar el mateix nom per a Cortinarius sanguineus el 1781,  que va ser sancionat per Fries el 1821 esmentant-lo en el seu Systema Mycologicum,  Agaricus sanguineus de Bulliard no és vàlid. Això va fer que el nom d'Agaricus sanguinarius utilitzat per Heinrich Christian Friedrich Schumacher el 1803 fos el sinònim vàlid més antic 

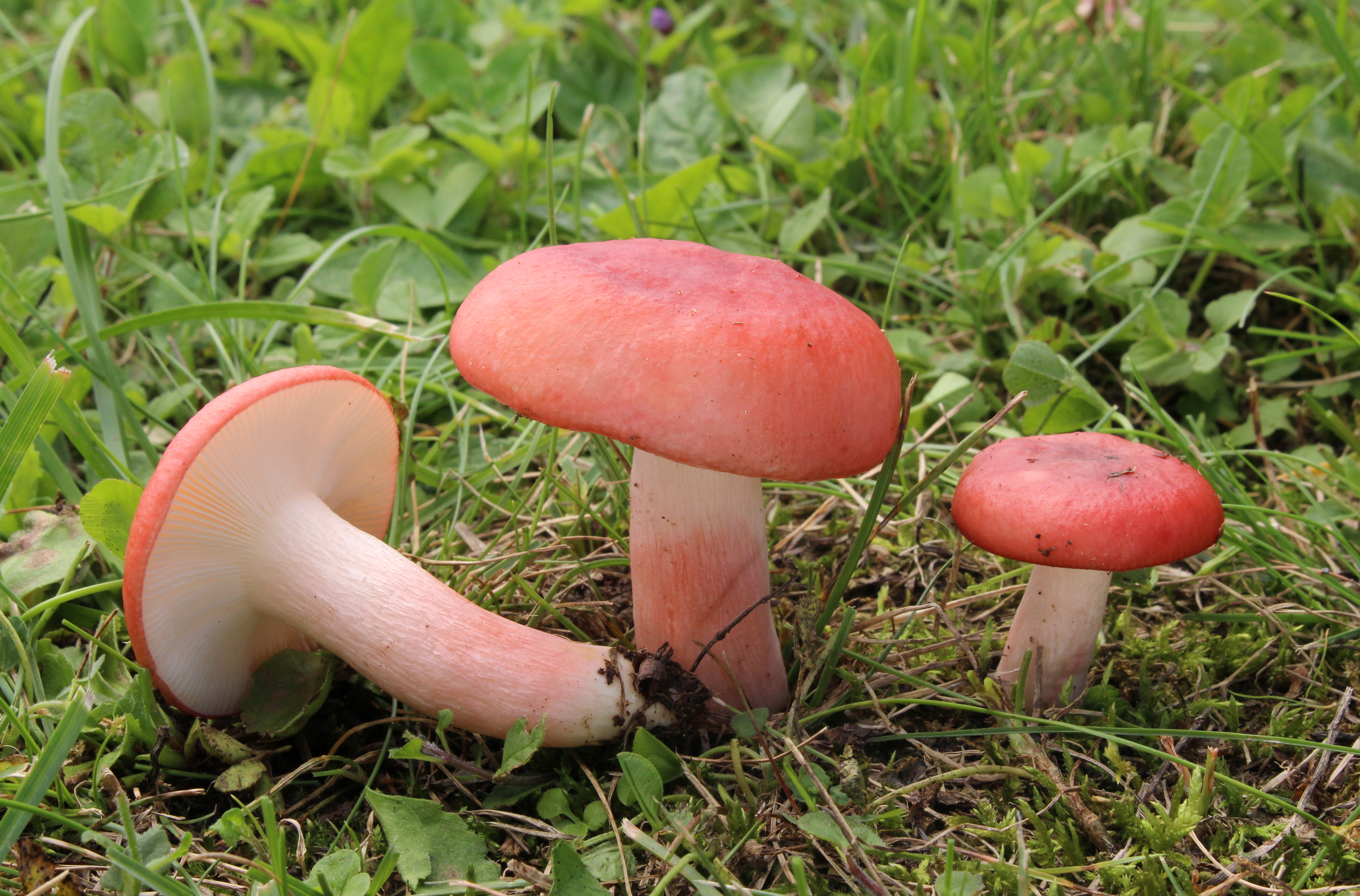
Escaldabec (Russula sanguinaria)

## Descripció
Barret carnós; de mida mitjana, de fins a 10 cm de diàmetre; de convex fins a pla convex, en madurar estés i el centre deprimit; marge involut; superfície finament rugosa; cutícula només separable al marge; de vermell a vermell mat, vermell sang o carmí; decolorant en taques groguenques.
Làmines denses, distants en envellir; subdecurrents; blanquinoses de jove, més tard crema ocraci pàl·lid, finalment crema ocraci saturat 
Cama llarga, 40-60 x 10-25 mm; cilíndrica; rugosa, pruïnosa; blanca però tenyida de rosa vermellós, groguenca al frec o ferides..
Carn densa; blanca, vermellosa sota la cutícula; olor afruitada, moderadament acre al tast.

## Hàbitat
Des de mitjans d'estiu a finals de tardor; en tota mena de sòls; sempre en boscos de coníferes, de l'estatge subalpí i la muntanya mitjana a la terra baixa, preferentment de pi roig, també pi pinastre, pi blanc i pi insigne.

## Distribució geogràfica
Es troba gairebé a tot l'hemisferi nord, des de l'àrea mediterrània al nord d'Europa, en clima moderadament frescal. També al nord d'Àsia (Caucas, Rússia-Extrem Orient, Corea i Japó), a Amèrica del Nord (EUA), a les Illes Canàries, al nord d'Àfrica (Marroc, Tunísia). S'ha recol·lectat a Andorra, Catalunya, País Valencià i Balears.

## Espècies semblants
Es pot confondre amb altres escaldabecs vermells com l'escaldabec de fageda (Russula nobilis)(= R. mairei)(= R. fageticola), que creix sempre vora planifolis; l'escaldabec estriat (Russula emetica) de marge de barret estriat, de boscos d'avets, pi roig i bedolls, propi de llocs molt humits; l'escaldabec persicolor (Russula persicina) que creix vora planifolis, sovint roures, alzina i faig, barret vermell ben aviat tacat de blanc o crema, la cama blanca i carn i làmines clarament acres.

## Comestibilitat
No és comestible per la coïssor de la carn.